# Finlande au Concours Eurovision de la chanson 1968
La Finlande a participé au Concours Eurovision de la chanson 1968 le 6 avril à Londres (Angleterre), au Royaume-Uni. C'est la 8e participation de la Finlande au Concours Eurovision de la chanson.
Le pays est représenté par Kristina Hautala et la chanson Kun kello käy, sélectionnées par YLE au moyen d'une finale nationale.

## Sélection

### Euroviisut 1968
Le radiodiffuseur finlandais Yleisradio (YLE) organise l'édition 1968 de la finale nationale Euroviisut afin de sélectionner l'artiste et la chanson représentant la Finlande au Concours Eurovision de la chanson 1968.
La finale nationale finlandaise, présentée par Liisa Horelli (fi), a lieu le 10 février 1968 aux studios YLE d'Helsinki.

#### Finale
Six chansons ont participé à cette sélection et sont toutes interprétées en finnois, langue officielle de la Finlande.
Lors de cette sélection, c'est la chanson Kun kello käy interprétée par Kristina Hautala qui fut choisie. Le chef d'orchestre sélectionné pour la Finlande à l'Eurovision 1968 est Ossi Runne (en).

## À l'Eurovision
Chaque jury national attribue un, trois ou cinq points à ses trois chansons préférées.

### Points attribués par la Finlande
| 3 points | Espagne Monaco |
| 2 points | Royaume-Uni    |
| 1 point  | Belgique Suède |

### Points attribués à la Finlande
| 10 points | 9 points | 8 points | 7 points | 6 points  |
| --------- | -------- | -------- | -------- | --------- |
|           |          |          |          |           |
| 5 points  | 4 points | 3 points | 2 points | 1 point   |
|           |          |          |          | - Norvège |

Kristina Hautala interprète Kun kello käy en neuvième position lors de la soirée du concours, suivant la Suède et précédant la France.
Au terme du vote final, la Finlande termine 16e et dernière — à égalité avec les Pays-Bas — sur les 17 pays participants, ayant reçu 1 point,.